# The Pinnacle (Vancouver)
Il The Pinnacle è un grattacielo di 106 metri situato a Vancouver in Canada. Completato nel 1996, ospita 300 appartamenti distribuiti su 36 piani. Con l'antenna l'altezza massima dell'edificio raggiunge i 115 metri.